# Trichargyrus
Trichargyrus is een geslacht van vliesvleugeligen uit de familie Pteromalidae. De wetenschappelijke naam van dit geslacht is voor het eerst geldig gepubliceerd in 1989 door Dzhanokmen.

## Soorten
Het geslacht Trichargyrus is monotypisch en omvat slechts de volgende soort:
- Trichargyrus jaxartensis Dzhanokmen, 1989